# Euphorbia angustata
Euphorbia angustata är en törelväxtart som först beskrevs av Anton Rochel, och fick sitt nu gällande namn av Lajos von Simonkai. Euphorbia angustata ingår i släktet törlar, och familjen törelväxter. Inga underarter finns listade i Catalogue of Life.